# 湯谷温泉 (砺波市)
湯谷温泉（ゆだにおんせん）は、富山県砺波市の庄川温泉郷に位置する温泉である。同県で同じ砺波地域の南砺市にある湯谷温泉との区別として、旧町名の庄川町から庄川湯谷温泉、あるいは「山の湯」、石川方面からは「小牧の湯」「東の湯谷」とも言われる。

## 概要
古くは平家の落人や木曽義仲、上杉謙信などが発見したという伝説が残っていて、その言い伝えに基づき1891年（明治24年）にボーリングで再湧出。その後幾度かボーリングし直し、食塩化土類食塩泉、41℃の湯を得ることとなった。
1922年（大正11年）開業の元温泉旅館で、現在は無人の温泉施設であり、入湯料の500円を置いて入浴する温泉である。かつては宿泊施設で素泊りができたが、今は日帰り入浴のみを受け付けている。また、冬季（12月末 - 3月上旬）は営業を休止する。
庄川峡の岸に位置しており、窓から小牧ダムの放水口や庄川峡の風景を展望することができる。
温泉の噴出口は男女の各浴室の仕切りを跨いで、シーソー式となっており片方を押し下げるともう片方の浴室でお湯が勢いよく噴き出す。

## 地質
流紋岩を主体とする医王山層の基底近くより自噴する温泉であり、泉温は40度前後と周囲の温泉群と比べて低温なのが特徴である

## 泉質
毎分202Lが自然湧出する深さ45mの源泉掛け流しの温泉である。泉質表記に記載はされていないが、硫黄臭が感じられる。特異なのはpH9.5と周囲の温泉と比べて高pHな所である
- ナトリウム・カルシウム -塩化物泉[5]
  - 源泉温度 39℃ pH9.5[5]
  - 溶存物質は1,468mg/kg[5]
  - 無色透明、微硫黄臭[2]
  - 自然湧出、加温、加水なし[2]
  - 神経痛、リウマチ、創傷、胃腸病[1]、末梢循環障害、冷え性、うつ状態、皮膚乾燥症[2]などに効果がある。

## 温泉街
温泉は河原近くの内湯のみである。洪水で浴槽が埋まるのを防ぐためトーチカの様な造りになっている。高い天井と薄暗さに石の深い浴槽（創業時から存在するコンクリート造り）があり、まるで洞窟風呂のような趣を持つ。浴室から湯船までは、コンクリートの階段を下ることになるが、湯は階段の一番下の段まで張られているため、階段が水没している様に見える。温泉の噴出量が極めて多く、洗い場まで浸水して浴槽との区別が無くなり、浴室全面にお湯が張り出すのが特色となっている。故に洗い場は事実上存在せず、石鹸やシャンプーは使用できない。温泉の周辺にはいくつかの飲食店が所在している。施設内にビールの自動販売機があるが、現在は電源が入っていない。
- 営業時間 9時〜17時 冬季（12月末 - 3月上旬）休業 入湯料500円[2]

## 交通アクセス
公共交通
- JR城端線砺波駅もしくは高岡駅より加越能バスに乗り換えて、湯谷口バス停で下車、そこから徒歩約15分。

車
- 国道471号沿いにある。駐車場から温泉施設まではやや離れており、「私設湯谷バス停」と書かれた小屋の脇の歩道から下るとたどり着ける。